# 馬薩布爾之書
馬薩布爾之書（英語：Book of Mazarbul），或譯撰史之書，在J·R·R·托爾金奇幻小說裡的中土大陸是一個手抄本，紀錄了第三紀元時期巴林等矮人重返摩瑞亞後所發生的事件。在矮人語中「Mazarbul」即為「紀錄」之意。

## 概述
根據小說《魔戒現身》的描述，馬薩布爾之書中的紀錄涵蓋了第三紀元2989至2994年間巴林等人重返摩瑞亞礦坑後的歷史，依時間的不同，這本書是由許多人用摩瑞亞、河谷鎮和精靈的文字先後撰寫的。最後的幾段文字是在半獸人向矮人發動最後進攻時，由歐力用精靈文字匆匆寫成的，尾句一行為「他們來了」。
多年後，由甘道夫領導的魔戒遠征隊在穿越摩瑞亞時發現了放置在馬薩布爾大廳（撰史之廳）的馬薩布爾之書，由於半獸人的破壞，這本書的大多數內容已損毀。甘道夫令遠征隊中的矮人金靂在日後要將此書轉送給丹恩二世·鐵足，以讓他瞭解巴林等人的命運。

## 創作與發展
《魔戒》系列小說的作者托爾金親自精心地創作了馬薩布爾之書的摹本，他最初先用英語將內容寫出來，再將其翻譯為矮人語和昆雅語；他還曾把自己的煙斗放在該摹本上，以製造出讓它看起來像被燃燒過的痕跡。

## 改編
在彼得·傑克森執導的《魔戒首部曲：魔戒現身》電影中，馬薩布爾之書的道具是由丹尼爾·瑞夫所製作的，他花了許多時間讓這本書看上去很破舊。電影裡由甘道夫唸出的馬薩布爾之書內容與原著裡略有不同。